# Sestry od strádajících

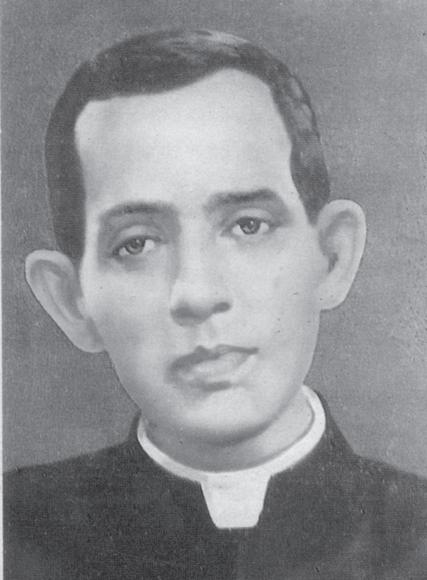
Varghese Payyappilly

Sestry od strádajících je ženská katolická řeholní kongregace, jejíž zkratkou je S.D.

## Historie
Kongregace byla založena v Chunangamvely knězem Varghese Payyappillym.
Institut byl schválen 19. března 1927 arcibiskupem Ernakulamu.

## Aktivita a šíření
Sestry se věnují výchově mládeže a pomoci nemocným chudým.
Kromě Indie se nacházejí v Německu, Itálii, na Madagaskaru a ve Švýcarsku; generální sídlo je v Aluvě.
Na konci roku 2007 byl spočítán stav sester: 1 431 sester v 201 řeholních domech.